# Genetische Algebra
Eine genetische Algebra  hat die mathematische Struktur einer Algebra und kann zur mathematischen Modellierung von Vererbungen in der Genetik verwendet werden.

## Motivation
Einige Sachverhalte in der Genetik können mit bestimmten mathematischen Strukturen, sogenannten Algebren, beschrieben werden. Das folgende einfache Beispiel soll erläutern, warum diese Strukturen für die Modellierung von genetischen Sachverhalten geeignet erscheinen.
In einer (sehr einfachen) Population gebe es nur zwei verschiedene Gameten {\displaystyle a_{1}} und {\displaystyle a_{2}}. {\displaystyle a_{1}} gekreuzt mit {\displaystyle a_{1}} soll wieder Gameten vom Typ {\displaystyle a_{1}} ergeben, das Analoge gelte für {\displaystyle a_{2}}. Kreuzt man hingegen {\displaystyle a_{1}} mit {\displaystyle a_{2}}, so sollen daraus je zur Hälfte Gameten vom Typ {\displaystyle a_{1}} und vom Typ {\displaystyle a_{2}} entstehen. Das kann man formal auch als 'Multiplikation' und 'Addition' ausdrücken, die Kreuzung von {\displaystyle a_{1}} mit {\displaystyle a_{2}} zum Beispiel durch
{\displaystyle a_{1}.a_{2}={1 \over 2}a_{1}+{1 \over 2}a_{2}}
Eine mathematische Struktur, in der man diese 'Multiplikation' und diese 'Addition' exakt definieren kann, ist die nicht-assoziative Algebra {\displaystyle G=\{\alpha _{1}a_{1}+\alpha _{2}a_{2}|\alpha _{1},\alpha _{2}\in \mathbb {R} \}} mit
- {\displaystyle a_{1}.a_{1}=a_{1}}
- {\displaystyle a_{2}.a_{2}=a_{2}}
- {\displaystyle a_{1}.a_{2}=a_{2}.a_{1}={1 \over 2}a_{1}+{1 \over 2}a_{2}}

die Gametische Algebra der einfachen Mendel'schen Vererbung genannt wird.
Diese Art der algebraischen Beschreibung ermöglicht eine einfachere Betrachtung verschiedener Fragen in der Genetik, wie z. B.:
- Welche Population ergibt sich bei der wiederholten Kreuzung einer Population mit sich selbst?
- Existieren Gleichgewichtszustände in einer Population, und wenn ja, welche?

Im Zusammenhang mit der Genetik treten spezielle nicht-assoziative Algebren auf, wie Baric-Algebren, Algebren mit genetischer Realisation, Train-Algebren und genetische Algebren. Diese Algebren gehören nicht zu den bekannteren nicht-assoziativen Algebren der Lie- oder der Jordan-Algebren.

## Definition
Eine kommutative, nicht-assoziative Algebra A über einem Körper K heißt genetische Algebra, wenn eine Basis {\displaystyle u_{1},u_{2},\dots ,u_{n}} existiert, so dass die Multiplikationskonstanten {\displaystyle \gamma _{ijk}}, definiert durch
{\displaystyle u_{i}u_{j}=\sum _{k=1}^{n}\gamma _{ijk}u_{k}\qquad i,j=1,\ldots ,n,}
folgende Eigenschaften haben:
a) {\displaystyle \gamma _{111}=1}
b) {\displaystyle \gamma _{1jk}=0} für {\displaystyle k<j}
c) {\displaystyle \gamma _{ijk}=0} für {\displaystyle i,j>1} und {\displaystyle k\leq \max\{i,j\}}
Die Basis {\displaystyle u_{1},u_{2},\dots ,u_{n}} wird kanonische Basis genannt.

## Eigenschaften
- Jede genetische Algebra ist eine Baric-Algebra.

## Weitere Definitionen
In einer nichtassoziativen Algebra ist das Produkt von mehr als zwei Elementen der Algebra durch ihre Reihenfolge nicht eindeutig bestimmt. Die im Folgenden definierten speziellen Produkte haben interessante genetische Interpretationen.
Sei A eine Algebra, {\displaystyle x\in A}, {\displaystyle n\in \mathbb {N} }
{\displaystyle x^{n}} heißt n-te Rechts-Hauptpotenz von x, wobei gilt:
{\displaystyle x^{1}=x} und {\displaystyle x^{n}=x^{n-1}\cdot x}
Analog definiert man Links-Hauptpotenzen, im kommutativen Fall spricht man nur von Hauptpotenzen.
{\displaystyle x^{[n]}} heißt n-te plenäre Potenz von x, wobei gilt:
{\displaystyle x^{[1]}=x} und {\displaystyle x^{[n]}=x^{[n-1]}\cdot x^{[n-1]}}
Die genetische Interpretation der Hauptpotenzen ist dabei folgende: Kreuzt man eine Population, die durch {\displaystyle x\in A} repräsentiert wird, mit sich selbst, so erhält man eine Population, die durch {\displaystyle x\cdot x=x^{2}} repräsentiert wird. Kreuzt man die so entstandene Population wiederum mit der ursprünglichen, so entsteht {\displaystyle x^{2}\cdot x=x^{3}}. Die Folge der Populationen, die durch Wiederholung dieses Vorganges entsteht, wird also durch die Folge der Hauptpotenzen von x repräsentiert.
Wenn man hingegen eine Population wiederholt mit sich selbst kreuzt, so kann die auf diese Art entstehende Folge von Populationen durch die zugehörige Folge von plenären Potenzen beschreiben.